# George W. Thorn
George Widmer Thorn (* 15. Januar 1906 in Buffalo, New York; † 26. Juni 2004 in Beverly, Massachusetts) war ein US-amerikanischer Endokrinologe an der Harvard Medical School und langjährige Führungspersönlichkeit des Howard Hughes Medical Institute.
Thorn studierte zunächst am College of Wooster in Ohio und erwarb an der University at Buffalo einen M.D. als Abschluss des Medizinstudiums.
Von 1942 bis 1972 war Thorn ärztlicher Leiter des Peter Bent Brigham Hospital, einem Lehrkrankenhaus der Harvard Medical School. Er konnte wesentliche Beiträge zur Diagnostik und Therapie des Morbus Addison (Nebennierenrindeninsuffizienz) leisten. So gehen der ACTH-Stimulationstest und die Behandlung mit synthetischen Glucocorticoiden auf Thorn zurück. Außerdem förderte er nachhaltig die Entwicklung der dortigen Nephrologie. So fand die erste längerfristig erfolgreiche Nierentransplantation 1954 am Peter Bent Brigham Hospital statt (Joseph Edward Murray, Nobelpreis für Medizin 1990). Auch wurden die damals verfügbaren Dialyse-Geräte am „Brigham“ erheblich verbessert. 1950 gehörte Thorn zu den Gründungsherausgebern von Harrison’s Principles of Internal Medicine, heute ein Standardlehrbuch der Inneren Medizin (19. englische Auflage 2016).
Seit den 1940er Jahren war Thorn mit dem Unternehmer Howard Hughes befreundet und konnte ihn überzeugen, 1953 das Howard Hughes Medical Institute (HHMI) zu stiften. Nach Hughes’ Tod 1976 gingen große Teile seines Milliardenvermögens an die Stiftung. Thorn prägte das HHMI entscheidend. Er selbst war ab 1955 Forschungsleiter und Aufsichtsratsmitglied, von 1981 bis 1984 Präsident und von 1984 bis 1990 Vorsitzender (chairman) des HHMI. Nach seinem Ruhestand 1998 blieb er chairman emeritus.
George W. Thorn wurde 1944 zum Mitglied der American Academy of Arts and Sciences gewählt. 1959 erhielt er die Banting-Medaille der American Diabetes Association, 1961 den Amory Prize der American Academy of Arts and Sciences (gemeinsam mit John P. Merrill und Benjamin F. Miller, for their imaginative handling of the medical problems connected with the management of renal failure and kidney transplantation), 1976 die George M. Kober Medal der Association of American Physicians und 1997 die Public Welfare Medal der National Academy of Sciences. Thorn hielt insgesamt 13 Ehrendoktorate, darunter der Boston University, der Temple University und der Universität Genf. Am Brigham and Women’s Hospital, dem Nachfolger des Peter Bent Brigham Hospital, gibt es seit 1986 das George W. Thorn Center for Endocrine Disorders.
Thorn war zweimal verheiratet. Aus seiner ersten Ehe mit Doris Weston († 1984) entstammt ein Sohn. Mit seiner zweiten Frau Claire Hyman Steinert († 1990) hatte er zwei Stiefkinder.